# Oxandrolon
Oxandrolon (známý také pod obchodní značkou Oxandrin, Anavar, Lonavar), je syntetický perorálně podávaný anabolický androgenní steroid, který byl poprvé dostupný jako lék na předpis ve Spojených státech amerických v roce 1964. Chemicky se jedná o 17α-metylovaný derivát dihydrotestosteronu (DHT), který má místo uhlíku na 2. pozici atom kyslíku.
Výzkumní pracovníci a lékaři dříve používali oxandrolon k léčbě široké škály poruch. Patřila k nim idiopatická porucha růstu, Turnerův syndrom, ztráta tělesné hmotnosti z katabolických onemocnění nebo dlouhodobé léčby kortikosteroidy, těžké popáleniny, chirurgická nebo celková trauma, osteoporóza, anémie, dědičný angioedém, kachexie vyvolaná HIV/AIDS, alkoholická hepatitida a hypogonadismus.
Oxandrolon se dnes nejčastěji využívá jako bezpečná léčba pacientů, kteří se zotavují po těžkých popáleninách. Lékařský výzkum rovněž nalezl účinnost oxandrolonu při podpoře vývoje dívky s Turnerovým syndromem. Ačkoli se oxandrolon dlouhodobě používá k urychlení růstu u dětí s idiopatickou nízkou tělesnou hmotností, jako takový nepomáhá ke zvýšení celkové výšky léčeného dospělého. V některých případech došlo k opačnému efektu. Oxandrolon byl proto pro toto použití z velké části nahrazen růstovým hormonem.
Někteří kulturisté používají oxandrolon pro zvyšování síly svalů a jejich hustoty. Mimo to má vliv na spalování tuku a téměř žádné vedlejší účinky. Nevýhodou je jeho vysoká cena (cca 200 Kč na den pro 70kg člověka při dovozu z Itálie). Ve většině zemí (například ve Spojených státech, Kanadě či Spojeném království) je takovéto použití látky nezákonné a obvykle se nakupuje od dodavatelů na černém trhu.